# Banksula
Banksula is een geslacht van hooiwagens uit de familie Phalangodidae.
De wetenschappelijke naam Banksula is voor het eerst geldig gepubliceerd door Roewer in 1949. De naam is een eerbetoon aan Nathan Banks die de typesoort Banksula californica beschreef. Deze soort was enkel gekend uit een grot in El Dorado County (Californië). Deze is later gedeeltelijk verwoest door mijnbouw en de soort is mogelijk uitgestorven.
Alle soorten uit dit geslacht zijn troglobiet en leven in grotten in de Sierra Nevada (Verenigde Staten). Het zijn erg kleine hooiwagens, minder dan 2 mm lang. Enkel Banksula melones, die redelijk goed ontwikkelde ogen heeft, is ooit in de schemerlichtzone aangetroffen.

## Soorten
Banksula omvat de volgende 10 soorten:
- Banksula californica
- Banksula galilei
- Banksula grahami
- Banksula grubbsi
- Banksula incredula
- Banksula martinorum
- Banksula melones
- Banksula rudolphi
- Banksula tuolumne
- Banksula tutankhamen